# Гаплогруппа Q2 (Y-ДНК)
Гаплогруппа Q2 или Q-L275 — гаплогруппа Y-хромосомы человека.

## Субклады
- Q2a (F1213)
  - Q2a1 (L214/S289, M378/Page100)
  - Q2a2~
- Q2b (Y1150)
  - Q2b1 (YP755)
  - Q2b2 (Z5901)

## Палеогенетика

### Бронзовый век
Афанасьевская культура
- C794 | L4818 ; C2034 | L4928 __ Ayituohan __ Каба (уезд), Алтай (округ), Или-Казахский АО, СУАР, Китай __ 4574-4422 cal BP __ М __ Q2a > Q-M378 # U5a1a1.[1]

Чемурчекская культура
- C2036 | L4892 __ Chaganguole __ Чингиль (уезд), Алтай (округ), Или-Казахский АО, СУАР, Китай __ 4521-3927* cal BP __ М __ Q2 # A12.[1]

### Железный век
Западный край (Китай)
- C4272 | L7852 __ Abusanteer __ Чапчал-Сибоский автономный уезд, Или-Казахский АО, СУАР, Китай __ 2739-2152* cal BP __ М __ Q2a1c1b1a~ # T1a1.
- C1649 | L6544 __ Wutulan __ Нилки (уезд), Или-Казахский АО, СУАР, Китай __ 2353-2007* cal BP __ М __ Q2a1c1b1 # U5a1b.

### Новое время
История Уттаракханда
- I6939 | R53 __ Роопкунд __ Чамоли, Гархвал, Уттаракханд, Индия __ 1680-1940 calCE (130±20 BP, PSUAMS-5438) __ М __ Q2a1a (L245) # H1.[2]

## Публикации
2017
- Balanovsky O, Gurianov V, Zaporozhchenko V; et al. (Февраль 2017). Phylogeography of human Y-chromosome haplogroup Q3-L275 from an academic/citizen science collaboration. BMC Evolutionary Biology. 17. doi:10.1186/s12862-016-0870-2. PMC 5333174. PMID 28251872. {{cite journal}}: Явное указание et al. в: |author= (справка)Википедия:Обслуживание CS1 (множественные имена: authors list) (ссылка) Википедия:Обслуживание CS1 (не помеченный открытым DOI) (ссылка)

2019
- Harney É, Nayak A, Patterson N; et al. (Август 2019). Ancient DNA from the skeletons of Roopkund Lake reveals Mediterranean migrants in India. Nature Communications. 10 (1). doi:10.1038/s41467-019-11357-9. PMC 6702210. PMID 31431628. {{cite journal}}: Явное указание et al. в: |author= (справка)Википедия:Обслуживание CS1 (множественные имена: authors list) (ссылка)

2022
- Kumar V, Wang W, Zhang J; et al. (Апрель 2022). Bronze and Iron Age population movements underlie Xinjiang population history. Science. 376 (6588): 62–69. doi:10.1126/science.abk1534. PMID 35357918. {{cite journal}}: Явное указание et al. в: |author= (справка)Википедия:Обслуживание CS1 (множественные имена: authors list) (ссылка)